# 贡萨洛瓦斯奎兹
贡萨洛瓦斯奎兹是巴拿马巴拿马省奇曼区的一个城市，2010年是人口为91。 该市2000年时人口为277，1990年时人口为356。